# 이극선 (1871년)
이극선(李克善, 1871년 10월 15일 ~ 1905년 4월 1일(음력 2월 27일))은 조선 말기, 대한제국의 군인이다. 통정대부 육군정위(通政大夫 陸軍 正尉)에 이르렀다. 자(字)는 경락(慶樂), 본관은 우계(羽溪)이다. 경기도 영평 일동(현, 포천) 출신.
1896년(고종 33) 4월 22일 9품으로 육군 참위(參尉)에 임용되고, 같은 날 병마제2대대(馬兵第二大隊)에 배속되었다. 1897년(고종 34) 7월 18일 육군 부위(副尉), 1900년(광무 4) 고종이 홍릉에 행행할 때 춘방과 계방 별단으로 참여하여 6품으로 승진하고, 1902년에는 고종이 기로소에 들어간 기념으로 통정대부에 특진했다.
1902년 9월 5일 친위대 제1연대 제2대대 보병 부위로 임시혼성여단 제2연대 제2대대를 겸직하고, 그해 9월 20일 겸임 해제되었다. 그해 11월 육군 정위에 임용, 진위 제6연대 제1대대(鎭衛第六聯隊第一大隊) 중대장이 되었다. 1904년(광무 8) 일본군 북진군대 접응원으로 파견됐다가 귀국했다. 1905년 3월 육군정위, 진위제6연대 제1대대 중대장 재직 중 사망하였다.

## 생애

### 출생과 가계
1871년(고종 8) 10월 15일 경기도 영평군 일동면 유동리 원통마을(현, 포천시 일동면 유동리 원통마을)에서 태어났으며, 아버지는 이재하(李在夏)이고, 어머니는 미상이다. 족보에는 아버지 이재하의 본부인으로 1893년에 사망한 문화류씨(文化柳氏), 류정철(柳廷喆)의 딸만이 등재되었다. 그의 생모가 1899년에 사망한 것이 대한제국 관보에 실린 것이 확인되었다.
조부는 이민영(李民寧), 증조부는 이현재(李顯榟)이다. 경기도 광주군 낙생면 대장리(후일의 성남시 대장동)에서 포천으로 온 이상우(李商雨)의 7대손으로, 이상우의 셋째 아들 인수의 차남 광석(光錫)의 5대손이다. 그의 일가는 포천시 일동면 유동리, 길명리 일대에 세거하였다. 과거에 급제하여 성균관전적, 교서관 정자를 지냈던 태화 이현상(李顯相)은 종6대조 이익수(李益壽)의 증손으로, 그에게는 10촌 할아버지뻘이 된다. 형제로는 형 명선(明善)과 누이로는 한용봉(韓用鳳), 박치영(朴輜榮), 양신혁(楊莘爀)에게 각각 출가한 누이가 있었다. 유년시절과 초기 삶에 대한 기록은 미상이다.
족보에 실리지 못한 그의 생모의 성씨와 본관, 생년에 대한 기록은 미상이다.
1886년(고종 23) 4월 4일 이비(吏批)의 인사에서 선공감 가감역관(假監役官)에 임명되었다. 4월 7일 질병을 이유로 정장을 올려 체직을 청하고, 승인받았다. 1893년 10월 13일 아버지 재하의 본부인 문화류씨가 사망했다. 그런데 1899년의 관보에 그의 모친상 기사가 나타난다.

### 초기 활동
1896년(건양 원년) 4월 22일 9품으로 조선군 육군 참위(參尉)에 임용되고, 같은 날 병마제2대대(馬兵第二大隊)에 배속되었다. 5월 20일 황제로부터 수칙급수첩을 받았다. 7월 8일 친위대 친위 제1연대 제2대대부(親衛隊 親衛第一聯隊 第二大隊附) 참위로 발령되었다. 7월 23일 고종으로부터 수칙급수첩(受勅及受牒)을 받았다. 1897년 4월 10일 대무(隊務)를 소홀히 했다는 이유로 1주일 경근신(一週日輕謹愼) 처분을 받았다. 4월 27일 고종이 친위대 제1연대 제2대대에 보조금을 하사할 때 금 일원(壹圓)을 하사받았다.
1897년(건양 2) 7월 8일 육군 참위에서 육군 정위(正尉)로 임용되었다. 그러나 어떤 이유에서였는지 10일만에 1계급 강등되었다.
1897년(건양 2) 7월 18일 육군 부위(副尉)에 임용되었다. 계속 친위제1연대 제2대대부 부위(親衛第一聯隊 第二大隊附 副尉)로 근무했다.
그해 7월 23일 황제로부터 수칙급수첩(受勅及受牒)을 받았다. 육군부위로 재직 중 그해 9월 14일 치사 봉조하(致仕奉朝賀) 김재현(金在顯), 정1품 이호준(李鎬俊), 의정부 찬정 박정양(朴定陽), 윤용선(尹容善) 등 조정 대소관원 전원이 고종에게 황제 칭호를 건의하는 공동 연명상소에 서명하였다.

### 대한제국 시대 활동
그해 7월 24일 아버지 이재하의 상을 당하여 휴직하였다. 그런데 1897년(광무 원년) 10월 19일 부우를 당했는데 복귀할 기간이 지났다며 기복행공(起復行公)을 명 받았다. 1897년 10월 19일자 의정부 발행 관보에는 '親衛第一聯隊 第二大隊附 副尉 李克善이가 本生父憂를 丁한지 復期가過하얏기 起復行公을 被命事'라 하였다. 1898년 5월 31일 대한제국 정부에서 각 학교 운동회 보조금 기금 마련을 할때, 1원의 기탁금을 성금하였다.
1899년(광무 3) 어머니 상을 당했다. 그해 3월 4일 모우를 당했는데 복귀할 기간이 지났다며 기복행공(起復行公)을 명 받았다. 1899년 3월 4일 관보에 '親衛第一聯隊 第二大隊附 副尉 李克善이 母憂를 丁한지 服期가 過얏기 起復行公을 被命事'라 하였다. 그러나 1899년(광무 3)에 사망한 그의 어머니의 사망일자는 관보에 나타나지 않는다.
1900년(광무 4) 고종이 건원릉, 홍릉, 정릉 등에 가서 직접 친제할 때. 홍릉 행차를 배행하였다. 1900년 4월 23일 고종의 홍릉(洪陵)에 친히 친제(親祭)를 올릴 때 별단(別單)에 참여한 공로로 아마 1필(兒馬一匹)을 상으로 사급받았다. 같은 4월 23일 홍릉 작헌례(洪陵酌獻禮) 때 별단(別單)에 참여한 사람을 시상할 때 별단에 참여한 공로로, 아마 1필(兒馬一匹)을 사급받았다.
1900년(광무 4) 5월 17일 정릉과 홍릉에 행행할 때 배종한 춘방과 계방 별단을 시상할 때, 육군부위로 승륙의 명을 받았다.
1902년(광무 6) 2월 23일 훈령 제18호(訓令第十八號)를 위반했다는 육군법원 이사 육군참령(陸軍法院理事 陸軍參領) 신재영(申載永)의 보고로 육군법 제18조(陸軍法律第十八條)에 의해 나치되었다. 담병을 호소한 위관 김인호(金麟浩)를 집에 돌려보내 치료하게 했다가 무단히 귀가조치 시킨 일로 1902년 3월 28일 대한제국 육군 법원 판결에서 대한제국 육군법 제246조(陸軍法律第二百四十六條)에 의해 율처(律處) 태(笞) 40대형을 받았다.
1902년 5월 6일 고종이 기로소(耆老所)에 들어갈 때 승 이하 별단에 참여한 관원을 포상할 때, 특명으로 가자되었다. 바로 황명으로 이극선 윤우영 육군참위 서병태 신우영을 아울러 가자(李克善尹禹永陸軍參尉徐丙台申宇永幷加資)하라는 명이 내려졌다. 5월 6일 고종의 기로소 입사를 기념하여 관원을 사상할 때 아마 1필을 사급받았다. 그해 5월 6일 호위대 육군 부위(扈衛隊 陸軍副尉)로 재직 중, 승 정3품(陞正三品)에 승자하였다.
황실 친위 제1연대 제2대대부 육군 보병 부위로 복무하다가, 1902년 9월 5일 황실 친위 제1연대 제2대대부 육군 보병 부위로 임시혼성여단 보병 제2연대 제2대대부를 겸직하였다. 9월 5일 겸보 임시혼성여단 보병제2연대 제2대대 중대장(兼補臨時渾成旅團步兵第二聯隊第二大隊中隊長)이 되었다. 9월 20일 겸보 임시혼성여단 보병제2연대 제2대대부에서 겸임해제되었다.

### 생애 후반
1902년(광무 6) 11월 26일 친위대 친위 제1연대 제2대대부 보병부위(親衛第一聯隊第二大隊附陸軍步兵副尉)에서 의원면직하였다. 11월 26일 육군 보병 정위(陸軍步兵正尉)에 임용되고, 진위대 진위 제6연대 제1대대 중대장(鎭衛第六聯隊第一大隊中隊長)에 임명되었다.
11월 27일 황제로부터 수칙급수첩을 받았다. 12월 30일 진위 제6연대 제1대대 중대장 육군보병정위(鎭衛第六聯隊第一大隊中隊長陸軍步兵正尉)로 도임하였다.
1904년(광무 8년) 4월 17일 육군보병부위 이홍식(李弘稙), 유장호(柳彰浩) 등과 함께 일본군 진북군대 접응원(日本軍進北軍隊接應員)으로 파견되었다. 파견 지역은 알려지지 않았다. 이후 귀국하여 진위제6연대 제1대대 중대장으로 복직했다.
1905년 3월 육군정위(陸軍正尉) 진위제6연대 제1대대 중대장(鎭衛第六聯隊第一大隊中隊長) 근무 중 사망하였다. 대한제국 관보 제3111호 6면 1단에는 鎭衛第六聯隊第一大隊中隊長陸軍正尉李克善三月二十二日身故事라 보도되었다. 족보에는 2월 27일(양 4.1)로 되어 있으나, 대한제국 관보 제3111호에 의하면 3월 22일(음 2월 17일)에 사망했다고 한다. 그런데 대한제국 관보 제3171호의 그의 아들 이원행의 기사에는 '漢城郵遞支司主事李源行이가三月二十二日에丁父憂事'라고 하여 이원행이 (1905년) 3월 22일에 부친상을 당했다고 나타난다. 사망장소는 미상이다.

### 사후
정확한 사망 원인은 미상이다. 시신 운구와 장례, 증직 추서 여부는 기록이 전하지 않는다. 아들 이원행(李源行)은 한성우체지사 주사(漢城郵遞支司 主事), 통신원 주사(通信院主事)를 역임했다.
묘소는 경기도 영평군 일동면 기산리(현, 경기도 포천시 일동면 기산리) 수청포(水淸浦) 부락 곤좌(坤坐)에 매장되었다. 근처 수청포 술좌(戌坐)에는 그의 아들 이원행 내외의 묘소가 있다. 그밖에 포천시 일동면 기산리에는 그의 친척 이치선(李致善)의 묘도 있다.

## 약력
- 1886년 4월 4일 : 선공감 가감역관
- 1886년 4월 7일 : 의원면직
- 9품
- 1896년 4월 22일 : 육군 보병 참위에 임관, 병마제2대대 배속
- 1896년 7월 8일 : 친위 제1연대 제2대대부
- 1897년 7월 8일 : 육군 보병 정위
- 1897년 7월 18일 : 육군 보병 부위, 친위제1연대 제2대대부 부위
- 1897년 : 부친상으로 사직
- 1897년 10월 19일 : 기복행공
- 1899년 : 모친상으로 사직
- 1899년 3월 4일 : 기복행공
- 1900년 5월 17일 : 6품
- 1902년 5월 6일 : 정삼품 통정대부
- 1902년 5월 6일 : 호위대 육군 부위
- 1902년 9월 5일 : 황실 친위 제1연대 제2대대부 육군 보병 부위 겸임 임시혼성여단 보병 제2연대 제2대대부 중대장
- 1902년 9월 20일 : 겸임 임시혼성여단 보병 제2연대 제2대대부 중대장 겸임해제
- 1902년 11월 26일 : 육군 보병 정위 임용, 진위 제6연대 제1대대 중대장
- 1904년 4월 17일 : 일본군 북진군대 접응원 파견

## 가족 관계
- 조부 : 이민영(李民寧, 1809년 ~ 1862년)
- 아버지 : 이재하(李在夏, 1826년 3월 20일 ~ 1897년 7월 23일)
- 어머니(아버지의 본처) : 문화류씨(文化柳氏, 1827년 6월 25일 ~ 1893년 10월 13일), 류정철(廷喆)의 딸
  - 이복 형 : 이명선(李明善, 1848년 7월 17일 ~ ?)
  - 이복 형수 : 안동권씨(安東權氏 1848년 5월 10일 ~ 1882년 11월 5일, 권계천(權啓天)의 딸, 고려 좌복야 권신(權辛)의 후손
  - 이복 형수 : 금산오씨(錦山吳氏, 1863년 5월 23일 ~ 1925년 11월 16일)
- 생모 : 성씨 본관 미상(1899년 사망)
- 부인 : 수성최씨(隋城崔氏, 1868년 8월 26일 ~ 1924년 11월 10일), 최학영(崔鶴永)의 딸
  - 아들 : 이원행(李源行)
  - 양자 : 이원목(李源穆)

## 같이 보기
- 친위대
- 진위대

## 참고 문헌
- 승정원일기
- 조선, 대한제국 관보
- 『궁내조령존안 (宮內詔令存案)』 6권, 규장각한국학연구원 소장